# バドミントン中華人民共和国代表
バドミントン中華人民共和国代表（中国語: 中国国家羽毛球队）は、バドミントン競技における中華人民共和国の代表チーム。中国バドミントン協会によって選出される第1代表チームと、第2代表チーム、ユース代表チームの3チームに分類される。
トマス杯優勝11回、ユーバー杯優勝16回、スディルマン杯優勝13回など、史上最高成績を誇る代表チームである。

## オリンピック出場選手一覧（正式競技化以降）
| 年 開催都市           | 男子シングルス | 女子シングルス     | 男子ダブルス                | 女子ダブルス                | 混合ダブルス                  |
| --------------------- | -------------- | ------------------ | --------------------------- | --------------------------- | ----------------------------- |
| 2024 パリ             | 石宇奇 李詩灃  | 陳雨菲 何冰嬌      | 梁偉鏗・王昶 劉雨辰・欧烜屹 | 陳清晨・賈一凡 劉聖書・譚寧 | 鄭思維・黄雅瓊 馮彥哲・黄東萍 |
| 2020 東京             | 諶龍 石宇奇    | 陳雨菲 何冰嬌      | 李俊慧・劉雨辰              | 陳清晨・賈一凡 杜玥・李茵暉 | 鄭思維・黄雅瓊 王懿律・黄東萍 |
| 2016 リオデジャネイロ | 諶龍 林丹      | 王儀涵 李雪芮      | 傅海峰・張楠 柴飈・洪煒     | 唐渊渟・于洋 駱贏・駱羽     | 張楠・趙芸蕾 徐晨・馬晋       |
| 2012 ロンドン         | 林丹 諶龍      | 王儀涵 王鑫 李雪芮 | 蔡贇・傅海峰 柴飈・郭振東   | 王曉理・于洋 田卿・趙芸蕾   | 張楠・趙芸蕾 徐晨・馬晋       |